# Scopifera lygdus
Scopifera lygdus là một loài bướm đêm trong họ Noctuidae.